# Azur (formație)
Azur este o formație de muzică de petrecere din România, înființată în 1977, la Brăila. Trupa are o componență stabilă din 1985, odată cu apariția primei înregistrări. Azur este considerată prima formație care a tratat maneaua lăutărească (interpretată în anii ’70 de Romica Puceanu, Gabi Luncă, Victor Gore) în manieră pop, sub influența interpreților în vogă din țările balcanice ale blocului comunist. 
Din componența inițială a formației, odată cu prima înregistrare, au făcut parte: Nelu Vlad – solist vocal și chitară armonie, Cristian Șonea – clape și voce, Florinel Ciocîrlan – baterie, George Vâlcu – chitară bas. Ulterior, s-a alăturat formației și Valy Pânzaru la chitară armonie. Azur a cântat în această formulă până în toamna lui 1989. 
Discografia Azur între 1985 și 1989 a fost imprimată pe benzi de magnetofon/ casete la diferite evenimente. Începând cu 1990, Azur a înregistrat o scurtă perioadă de timp la Studio Luiza, a colaborat cu casa de discuri Eurostar. Din luna ianuarie 2015, la inițiativa solistului Nelu Vlad, a fost readus în formația Azur, Cristian Șonea, membrul fondator al formație Azur, fapt ce a contribuit la relansarea succesului formației.

## Activitate
Trupa Azur a fost înființată în 1977, după un șir de evenimente care l-au adus pe Nelu Vlad în punctul în care a trebuit să se gândească la un nou mod prin care să-și întrețină familia. 
Proaspăt exmatriculat din Academia de Poliție, în urma unui scandal legat de o întrerupere de sarcină în familia lui (gest interzis în epocă), Nelu Vlad și-a investit bursa de studiu pe care a strâns-o în instrumente muzicale la care a învățat să cânte singur. Au urmat repetiții în garajul său, formarea repertoriului și participarea la diferite concursuri care se organizau, la acel moment, în restaurante, pentru a găsi o scenă unde oamenii să-i asculte. 
În 1985, Azur este angajată în restaurantul „Rubin” din Brăila. Repertoriul este în permanență îmbogățit, fie prin preluări din muzica lăutărească și din muzica de dans la modă în țările balcanice, fie prin compozițiile lui Nelu Vlad. Restaurantul devine tot mai influent, astfel încât și formația câștigă reputație în oraș. 
Într-o seară a anului 1986, comerciantul de casete audio Costel din Coros a venit la „Rubin” pentru a înregistra o oră din programul formației. Înregistrarea respectivă avea să devină Volumul 1 al formației. Prezentarea casetei, făcută de Nelu Vlad la începutul primei piese, „Eu sînt pentru tine”, este următoarea: „Stimați ascultători, cântă pentru dumneavoastră formația Azur din Brăila: chitară bas – George Vâlcu, baterie – Ciocârlan Florinel, orgă electronică – Șonea Cristian, solist vocal și chitară armonie – Nelu Vlad. Vă dorim audiție plăcută!”. 
Primul turneu al formației a curprins 41 de concerte în orașele Moldovei, organizate de către sindicatele brăilene. Concertul de deschidere a turneului a avut loc la arena Progresul. În perioada 1985 – 1989, formația a avut contracte cu Teatrul Municipal Bacovia din Bacău, Teatrul „Fantasio” din Constanța, Teatrul de revistă din Pitești, Clubul de volei „Penicilina” din Iași și cu Orchestra Filarmonică din Sibiu. 
În 1989, în urma unui scandal, formația a fost interzisă de către Securitate. Cu sprijinul Ministerului Culturii, interdicția a fost ridicată la scurt timp. 

## Discografie selectivă
- Volumul 1 - 1986
- Volumul 2 - 1986
- Volumul 3 - 1986
- Volumul 4 (Nunta de la Bîrlad) - 1987
- Volumul 5 (Pădurea Gîrboavele) – 1988
- Volumul 6 – 1988
- Volumul 7 – 1989
- Volumul 8 (Botoșani) – 1989
- Cîntece de petrecere – 1990
- Cîntece de petrecere – 1991
- Șlagărele formației Azur – 1990
- Mai întoarce Doamne roata – 2021
- Best of – 2022